# 까치울중학교
까치울중학교(까치울中學校)는 대한민국 경기도 부천시 오정구 여월동에 있는 공립 중학교이다.

## 학교 연혁
- 2005년 12월 5일 : 까치울 중학교 설립 인가(10(11)학급)
- 2008년 3월 1일 : 개교 (3개학년 10(11)학급 편성)
- 2008년 3월 1일 : 초대 임오경 교장 부임
- 2008년 3월 5일 : 제1회 신입생 입학(7학급 261명 남 147명, 여 114명), 2/3학년 전입생 120명 계 381명
- 2009년 2월 12일 : 제1회 졸업식 (남 6명, 여 12명 계 18명)
- 2023년 1월 19일 : 제15회 졸업식(6학급 남 85명, 여 85명 계 170명)
- 2023년 3월 1일 : 제6대 최옥주 교장 부임
- 2024년 3월 4일 : 제17회 입학식(6학급 남 85명, 여 82명 계 167명)

## 참고 자료
- 까치울중학교 - 한국교육학술정보원 학교알리미